# Каир (аэропорт)
Международный аэропорт Каира (араб. مطار القاهرة الدولي‎, англ. Cairo International Airport) (ИАТА: CAI, ИКАО: HECA) (Arabic: مطار القاهرة الدولي) — самый загруженный аэропорт Египта и главный хаб национального перевозчика Египта EgyptAir, члена Star Alliance. Аэропорт расположен в северо-восточной части Каира, в 15 км от деловой части города. Аэропорт управляется специальным подразделением Egyptian Holding Co., которое контролирует четыре компании: Cairo Airport Co., Egyptian Airports Co., National Air Navigation Services и Aviation Information Technology, а также Cairo Airport Authority (CAA), выполняющей регулирующую функцию. В 2004 году Fraport AG выиграл тендер на управление аэропортом на 8 лет.
Международный аэропорт Каира второй по загруженности аэропорт Африки после международного аэропорта Йоханнесбурга в ЮАР. Он принял 125 000 самолётов в 2007 году. В аэропорту обслуживается 58 пассажирских авиакомпаний, включая чартерные, и 10 грузовых авиакомпаний. После вступления EgyptAir в Star Alliance в июле 2008 года аэропорт стал позиционироваться как потенциально крупнейший хаб для полётов между аэропортами Африки, Среднего Востока и Европы, чему способствует возможность обслуживания самолётов Airbus A380.
В 2007 году услугами аэропорта воспользовались 12 577 524 пассажиров,что на 16,7% больше, чем в 2006 году. В аэропорту функционируют три терминала. Третий терминал введён в эксплуатацию в конце апреля 2009 года. Аэропорт располагает четырьмя взлётно-посадочными полосами, функционирует грузовой терминал. Длина ВПП 05L/23R 3300 м, 05C/23C 4000 м, 16/34 3180 м, ширина всех этих полос составляет 60 м. Четвёртая ВПП 05R/23L, расположенная к югу от лётного поля, имеет длину 4000 м и ширину 65 м,, она может принимать Airbus A380.

## Терминалы

### Терминал № 1

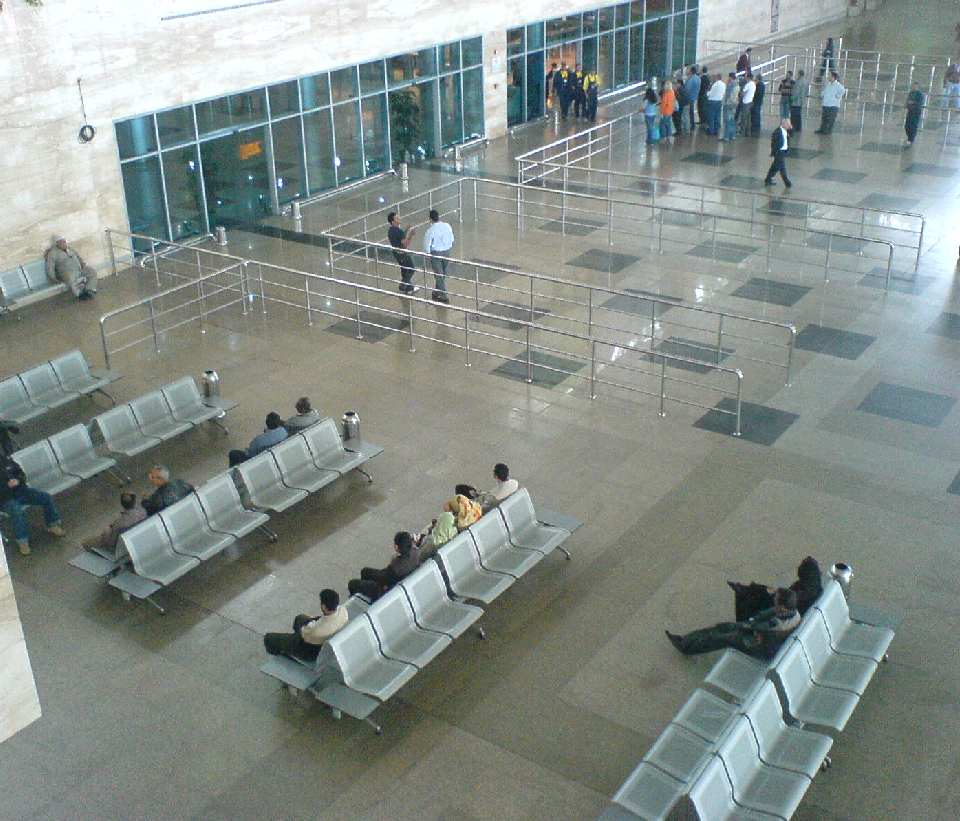
Терминал 1

Терминал № 1 был построен в 1945 году. Во время Второй мировой войны силами военных США была построена авиабаза Пэйн Филд для ВВС антигитлеровской коалиции несмотря на то, что в 5 км от этого места находился аэропорт Алмаза. Когда ВВС США покинули авиабазу в конце того же года, гражданские власти приняли оставшуюся инфраструктуру и начали использовать её для осуществления международных рейсов гражданской авиации. В 1963 году международный аэропорт Каира заменил старый аэропорт Гелиополис, находившийся в восточной части города.
В терминале находятся зал вылета № 1, международный зал № 3 и зал № 4 для частной авиации и авиации некоммерческих организаций. Во время проведения реконструкции зал № 3, обслуживавший ранее внутренние рейсы, был переоборудован для приёма иностранных пассажиров. Терминал № 1 обычно называют Старым аэропортом, несмотря на то, что после реконструкции он оснащён более современным оборудованием, чем терминал № 2, который носит обиходное название Новый аэропорт.
Терминал № 1 используется EgyptAir для местных и международных рейсов, однако большая часть из них была переведена в терминал № 3 в 2009 году. Он продолжает использоваться авиакомпаниями Среднего Востока, а также принимает несколько иностранных авиакомпаний, таких как Air France и KLM, которые были туда переведены из терминала № 2 в 2006 году. В терминале № 1 12 гейтов.
CAA предложило план развития терминала «Концепция Аэропорт-Сити», согласно которой будет обеспечено предоставление множества услуг пассажирам, а также широкой публике. Первой фазой реализации этого плана стало создание новой торговой зоны AirMall, которая будет построена рядом с новым международным залом прибытия № 3 терминала № 1.

### Терминал № 2
Терминал № 2 был введён в эксплуатацию в 1986 году. Он обслуживает преимущественно авиакомпании Европы, Дальнего Востока, стран Персидского залива и Северной Африки.
Архитектурный проект терминала ограничивает возможности его расширения. При обслуживании более 3 рейсов одновременно либо при прибытии двух самолётов одновременно образуются очереди. В терминале расположено 7 гейтов.
В июле 2008 года Cairo Airport Company (CAC) объявило о инвестировании 400 млн долл. в развитие терминала № 2. После реконструкции пропускная способность терминала вырастет с 3 млн до 7.5 млн пассажиров в год. Начало работ запланировано на середину 2009 года. Кроме значительного увеличения пропускной способности планируется значительно повысить уровень качества услуг. На время реконструкции временно некоторые перевозчики будут переведены в терминал № 3.
Терминал № 2 с терминалом № 3 соединён переходом.

### Терминал №3
Учитывая рост пассажирооборота и ограниченные возможности терминала № 2, министерство гражданской авиации приняло решение о строительстве терминала №3. Введён в эксплуатацию в конце апреля 2009 года. Его пропускная способность в два раза выше, чем двух функционирующих на сегодняшний день терминалов. Терминал № 3 располагается рядом с терминалом № 2 и соединён с ним пешеходным мостом. Изменена конфигурация подъездных дорог, паркинги перенесены в новое место. Терминал № 3 был торжественно открыт Президентом Египта Хосни Мубараком 18 декабря 2008 года, однако начало эксплуатации было перенесено на 2009 год.
Терминал № 3 стал основным хабом EgyptAir, которая осуществляет из него все свои рейсы, как международные, так и внутренние. В связи со вступлением EgyptAir в Star Alliance все члены альянса также обслуживаются в терминале № 3.
Особенности и характеристики терминала № 3:
- трёхуровневое здание терминала площадью 205 тыс кв. м., в котором находятся залы вылета и прибытия, основные службы, служба обработки багажа, мастерские, торговая зона;
- два пирса переменной пропускной способности с 22 выходами на внутренние и международные рейсы. Главное здание терминала и пирсы связаны залами. Два гейта оборудованы для приёма Airbus A380. Проектируется строительство третьего пирса;
- в терминале № 3 23 гейта, включая 2 гейта для A380, 26 пунктов паспортного контроля в зоне регистрации, 28 пунктов паспортного контроля в зале прибытия, 54 стоянок для самолётов, 7 багажных каруселей, 110 стоек регистрации и 160 лифтов, траволаторов и эскалаторов;
- с внешней стороны обустроены мосты и эстакада для перехода в и из здания терминала, многоэтажный паркинг на 3 000 автомобилей, новые подъездные пути в аэропорт с кольцевой автодороги Каира, усовершенствованы существующие подъездные пути.

После завершения строительства терминала № 3 пропускная способность международного аэропорта Каира удвоилась и составляет 22 млн пассажиров в год.

## Развитие инфраструктуры
Национальный перевозчик EgyptAir и египетские власти планируют развивать аэропорт как хаб для Среднего Востока и Африки, поэтому постоянно развивается инфраструктура аэропорта.
В частности реализуются следующие проекты:
- пятизвёздочный 350-комнатный отель Le Méridien, открытый в 2010 году как часть терминала, непосредственно связанная с ним[4];
- строительство межтерминального поезда, который соединит все три пассажирских терминала;
- четвёртая взлётно-посадочная полоса длиной 4 000 м и шириной 65 м, которая сможет принимать Airbus A380 (сдана);
- строительство нового контрольно-диспетчерского пункта;
- строительство ветки метрополитена Каира, которая соединит аэропорт с Гизой. Начало её эксплуатации запланировано на 2010 год.

## Авиакомпании и назначения
По состоянию на декабрь 2008 года регулярные рейсы из аэропорта Каира осуществляли следующие авиакомпании:
- Aegean Airlines (Афины);
- Аэрофлот (Москва-Шереметьево-F);
- Afriqiyah Airways (Триполи);
- Air Algérie (Алжир);
- Air France (Париж-Шарль де Голль);
- Air Sinai (Тель-Авив);
- Alexandria Airlines (Александрия, Акаба, Луксор и другие чартерные рейсы);
- Austrian Airlines (Вена);
- AMC Airlines (Стамбул-Сабиха Гекчен, Луксор, Париж-Шарль де Голль, Шарм-эш-Шейх и чартерные рейсы  внутренние и международные);
- British Airways (Лондон-Хитроу);
- Buraq Air (Триполи);
- Cairo Aviation (чартерные рейсы внутренние и международные);
- Cyprus Airways (Ларнака);
- Delta Air Lines (Нью-Йорк-JFK);
- EgyptAir (Абу-Даби, Абу-Симбел, Аккра, Аддис-Абеба, Аль-Эйн [сезонный], Алеппо, Александрия, Алжир, Амман, Амстердам, Асмара, Ассюит, Ассуан, Афины, Бахрейн, Бангкок-Суварнабхуми, Бангалор, Барселона, Пекин, Бейрут, Бенгази, Берлин-Шёнефельд, Брюссель, Будапешт, Касабланка, Дамаскус, Даммам, Доха, Дубай, Дар-Эс-Салам, Дюссельдорф, Энттебе, Франкфурт, Женева, Гуанчжоу, Хургада, Стамбул-Ататюрк, Джедда, Йоханнесбург, Кано, Хартум, Куала-Лумпур, Кувейт, Лагос, Ларнака, Лиссабон, Лондон-Хитроу, Луксор, Кувейт, Мадрад, Медина, Милан-Мальпенса, Монреаль [сезонный], Москва-Домодедово, Мумбаи, Мюнхен, Маскат, Найроби, Нью-Йорк-JFK, Осака-Кансаи, Пафос, Париж-Шарль де Голль, Рияд, Рим-Фиуминчино, Сана, Шарджа, Шарм-эш-Шейх, Токио-Нарита, Триполи, Тунис, Вена);
- EgyptAir Express (Александрия, Асуан, Хургада, Катания, Луксор, Мальта, Мерса-Метрух, Марса-Алам, Шарм-Эш-Шейх);
- El Al (Тель-Авив);
- Emirates (Дубай);
- Ethiopian Airlines (Аддис-Абеба, Хартум);
- Etihad Airways (Абу-Даби);
- Eurocypria Airlines (Пафос);
- Gulf Air (Бахрейн);
- Iberia Airlines (Мадрид);
- Iraqi Airways (Багдад);
- Kenya Airways (Хартум, Найроби);
- KLM (Амстердам);
- Koral Blue Airlines (Хургада, Шарм-эш-Шейх);
- Korean Air (Сеул-Инчхон);
- Kuwait Airways (Кувейт);
- Libyan Airlines (Бенгази, Себха, Триполи);
- Lotus Air (Гданьск, Хургада, Париж-Шарль де Голль, Шарм-эш-Шейх, Варшава);
- Lufthansa (Франкфурт);
- Luxor Air (чартерные рейсы внутренние и международные);
- Middle East Airlines (Бейрут);
- Nile Air;
- Olympic Airlines (Афины);
- Oman Air (Маскат);
- Petroleum Air Services (чартерные рейсы внутренние и нефтяные районы)
- Qatar Airways (Доха);
- Royal Air Maroc (Касабланка, Рияд);
- Royal Jordanian (Амман, Акаба);
- Saudi Arabian Airlines (Даммам, Джедда, Медина, Рияд);
- Singapore Airlines (Сингапур, Дубай);
- Sudan Airways (Хартум, Порт-Судан);
- Swiss International Air Lines (Цюрих);
- Syrian Arab Airlines (Алеппо, Дамаск, Латакия);
- TAROM (Бухарест-Отопени);
- Turkish Airlines (Стамбул-Ататюрк);
- TUIfly (Кёльн, Берлин-Шёнефельд, Мюнхен);
- Tunis Air (Тунис);
- Ukraine International Airlines (Киев);
- Yemenia (Аден, Лондон-Хитроу, Сана);

### Грузовые авиакомпании
- Egyptair Cargo (Франкфурт-Хан, Хартум, Шарджа, Бордо, Остенде, Лондон-Станстед, Дюссельдорф);
- Tristar Air (Амстердам, Кент-Манстон, Дюссельдорф);
- Royal Jordanian (Амман);
- Air France Cargo (Париж-Шарль де Голль, Лион, Марсель, Бахрейн);
- Saudi Arabian Airlines (Рияд, Джедда);
- Ethiopian Airlines (Аддис-Абеба, Бейрут, Льеж);
- Thai Airways International (Париж, Бангкок-Суварнабхуми, Пхукет, Карачи);
- DAS Air Cargo (Кент-Манстон);
- Lufthansa Cargo (Франкфурт-на-Майне);
- MK Airlines Cargo (Кент-Манстон, Остенде);

## Транспорт
Бесплатный автобус-шаттл соединяет два терминала, расстояние между которыми составляет 3 км. Автобусы отправляются 24 часа в сутки с интервалом около 30 минут.
Аэропорт соединён с городом двумя автодорогами: главной дорога Салах Салем через Гелиополис и пригороды, второй автострадой.
Организован сервис автобусов-шаттлов в Каир, Гелиополис, Наср-Сити, Гизу, Мохандесин, Замалек, Маади и Харам.
Регулярные рейсы Airport Bus Service отправляются от терминала № 1. Они останавливаются на площади Тахрир, в пригороде Каира, Мохандесине и у дороги Пирамид в Гизе.

## Авиакатастрофы
- 20 мая 1965 года Boeing 720-040 B (AP-AMH) Пакистанских международных авиалиний рейса PK 705, который следовал по маршруту Карачи — Дахран — Каир — Лондон разбился при посадке недалеко от ВПП 34 международного аэропорта Каира. 119 из 125 человек на борту погибли.